# Le Roi des médiums
Le Roi des médiums er en fransk stumfilm fra 1909 af Georges Méliès.